# Cruce Luribay
Cruce Luribay ist eine Ortschaft im Departamento La Paz im südamerikanischen Andenstaat Bolivien.

## Lage im Nahraum
Cruce Luribay ist ein Ort des Cantóns Colpapucho Belén im Municipio Sica Sica in der Provinz Aroma und liegt auf einer Höhe von 3778 m. Nordwestlich von Cruce Luribay erstreckt sich die weite Ebene des bolivianischen Hochlandes und östlich des Ortes erhebt sich die Serranía de Sicasica, ein nord-südlich ausgerichteter Gebirgsriegel zwischen La Paz und Cochabamba, der bis auf mehr als 4850 m ansteigt. Die „Kreuzung Luribay“ ist ein wichtiger Erschließungspunkt für eine ganze Anzahl von Ortschaften des Gebirgslandes, weil von hier aus eine Erschließungsstraße in nordöstlicher Richtung abzweigt und Orte wie Toloma und Kajani anbindet.

## Geographie
Cruce Luribay liegt auf dem bolivianischen Altiplano zwischen den Anden-Gebirgsketten der Cordillera Occidental im Westen und der Cordillera Central im Osten. Die Region weist ein ausgeprägtes Tageszeitenklima auf, bei dem die mittlere Temperaturschwankung im Tagesverlauf stärker ausfällt als im Jahresverlauf.
Die Jahresdurchschnittstemperatur der Region liegt bei etwa 11 °C, die monatlichen Werte schwanken nur unwesentlich zwischen 7 °C im Juni/Juli und 13 °C im November/Dezember (siehe Klimadiagramm Belén). Der Jahresniederschlag beträgt niedrige 450 mm, in der ariden Zeit von April bis Oktober liegen die monatlichen Werte unter 25 mm, und nur die Monate Dezember bis Februar weisen stärkere Niederschläge zwischen 80 und 115 mm auf.

## Verkehrsnetz
Cruce Luribay liegt in südöstlicher Richtung 140 Straßenkilometer entfernt von La Paz, der Hauptstadt des gleichnamigen Departamentos.
Von La Paz aus führt die asphaltierte Nationalstraße Ruta 2 in westlicher Richtung nach El Alto, von dort 131 Kilometer nach Süden die Ruta 1 über Sica Sica nach Cruce Luribay und Belén. Von hier aus führt die Nationalstraße weiter in südöstlicher Richtung zu den Departamento-Hauptstädten Oruro, Potosí und Tarija und nach Bermejo an der argentinischen Grenze.

## Bevölkerung
Die Einwohnerzahl der Ortschaft ist in dem Jahrzehnt zwischen den beiden letzten Volkszählungen nur unwesentlich angestiegen:
| Jahr | Einwohner         | Quelle       |
| ---- | ----------------- | ------------ |
| 1992 | keine Detaildaten | Volkszählung |
| 2001 | 72                | Volkszählung |
| 2012 | 77                | Volkszählung |
| 2024 |                   | Volkszählung |

Die Region weist einen hohen Anteil an Aymara-Bevölkerung auf, im Municipio Sica Sica sprechen 90,3 Prozent der Bevölkerung Aymara.